# باب سان دوني
باب سان دوني (بالفرنسية: La porte Saint-Denis)‏ أو لا بورت سان دوني هو قوس نصر موجود في الدائرة العاشرة في باريس بني في عام 1672 من قبل المهندس المعماري فرانسوا بلونديل، لمجد لويس الرابع عشر. وهو يقع في موقع باب من أبواب باريس وكان اسمه القديم شارل الخامس.
هو واحد من المعالم الأكثر تمثيلا من الفن الرسمي مي وقته. كما أنه يعتبر كأحد المعالم السياحية والمواقع الأثرية في باريس.

## الموقع

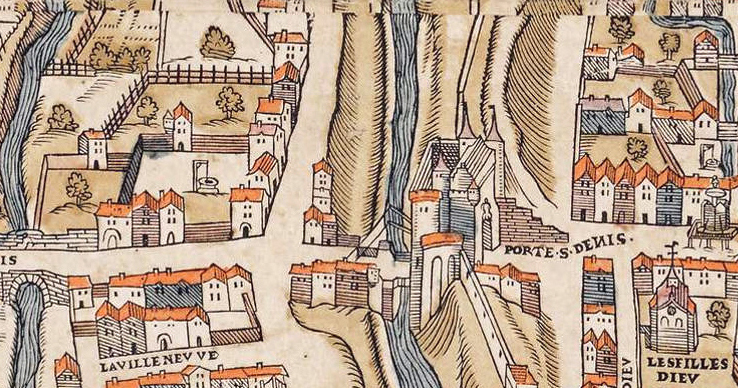
الباب حوالي 1550

في الواقع فإن موقع الباب كان على جدار باريس في ذلك الوقت وكان يوجد قبل هذا الباب أبوب ثلاثة تهدمت كلها وأصبح مكانها الباب بشكله وموقعه الحالي. وكا يوجد خلفه قناة ماء على طول الجدار تأتي من نهر السين حتى الباستيل الذي كان بدوره جزءاً من السور الذي ماك يسمى جدار شارل الخامس في باريس ويليه وبشكل مجاور له باب سان مارتن.

## التاريخ

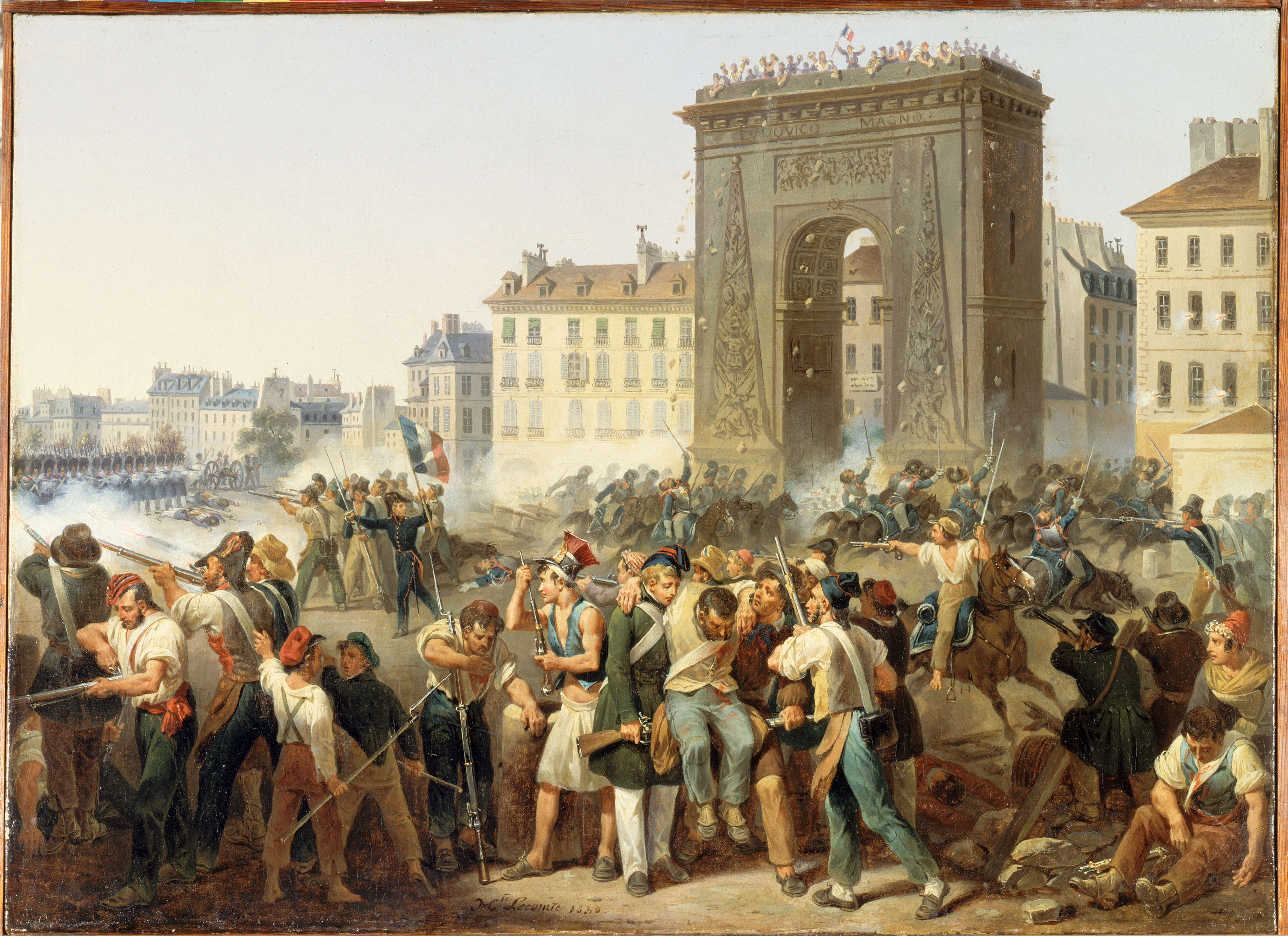
الباب وثورة 1830

بما أن باريس قد توسعت، فقد تم استبدال الجدران المحصنة من القرن الرابع عشر. وبالتالي تم استبدال البوابات المحصنة التي تعود إلى العصور الوسطى عن طريق بوابات النصر. تم بناء باب سان دوني الرابع عام 1672 من قبل المهندس المعماري فرانسوا بلونديل، مدير الأكاديمية الملكية للهندسة المعمارية، والنحات مايكل أنجير لويس الرابع عشر، تكريماً لانتصاراته على نهر الراين وفرانش كونته، وعلى حساب المدينة. بني على موقع بوابة من القرون الوسطى في جدار شارل الخامس في باريس .
بورت سانت دينيس هو موضوع تصنيف كما خضع لأعمال ترميم قائمة 1862. وفي عام 1988.

## معرض صور

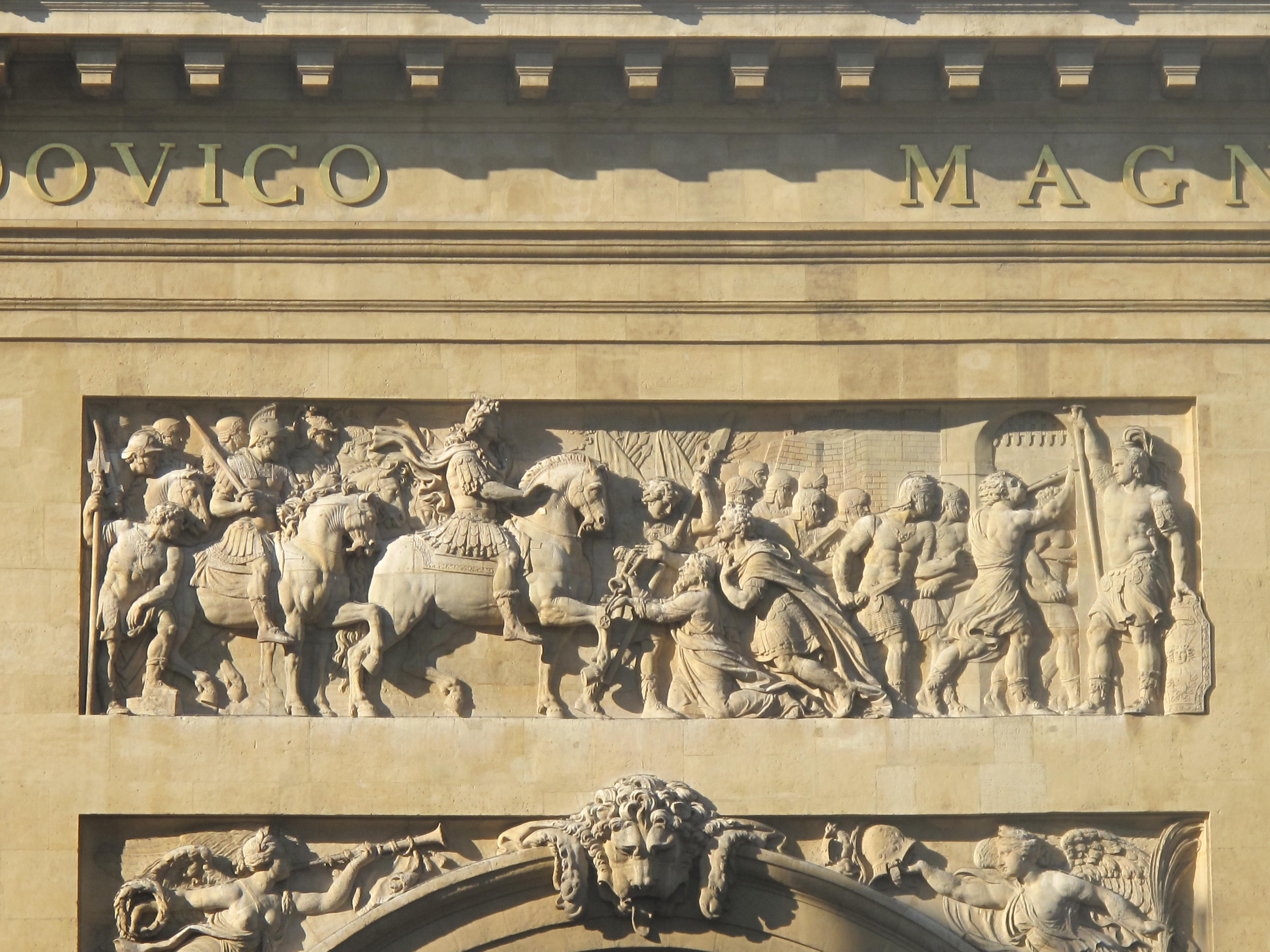
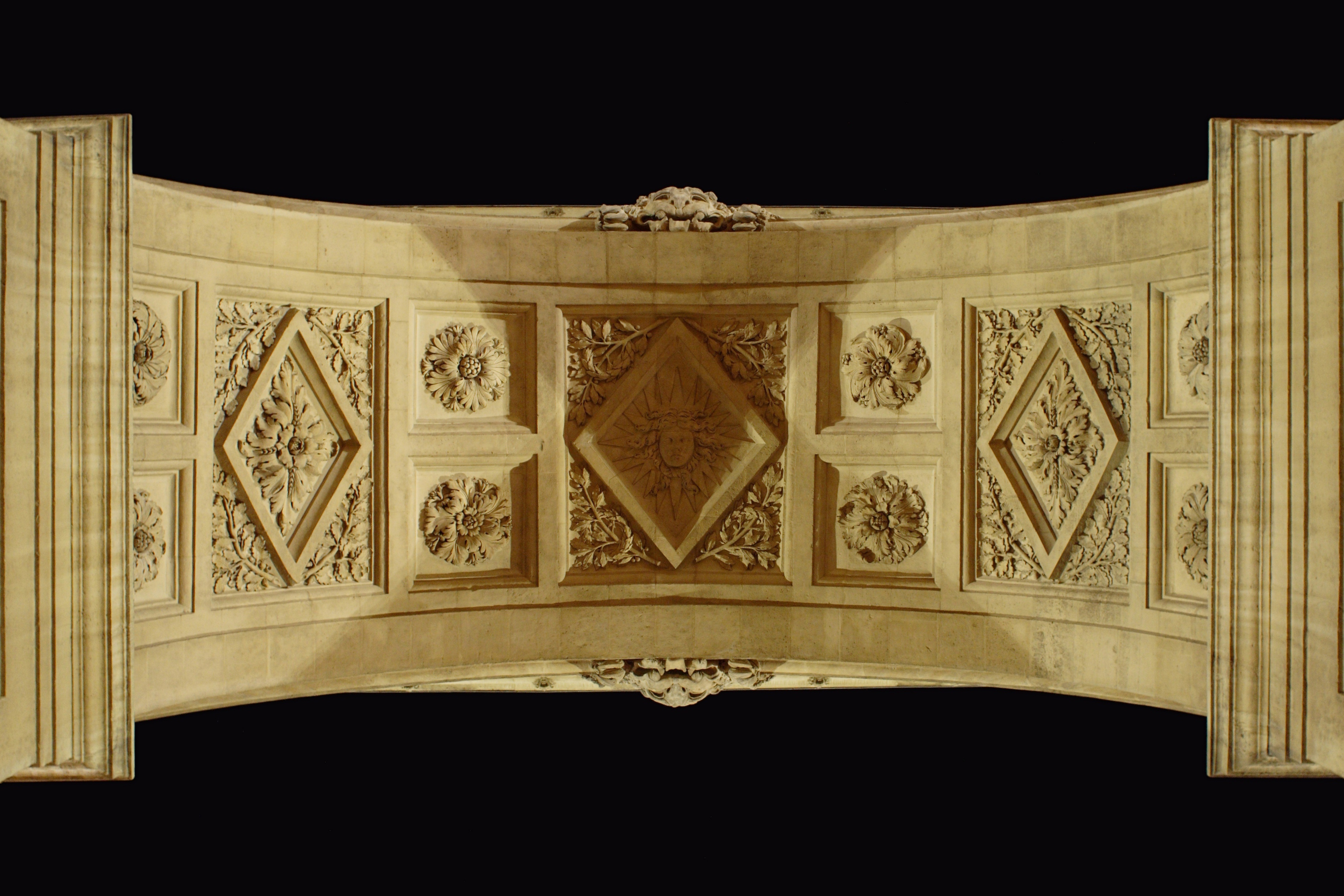
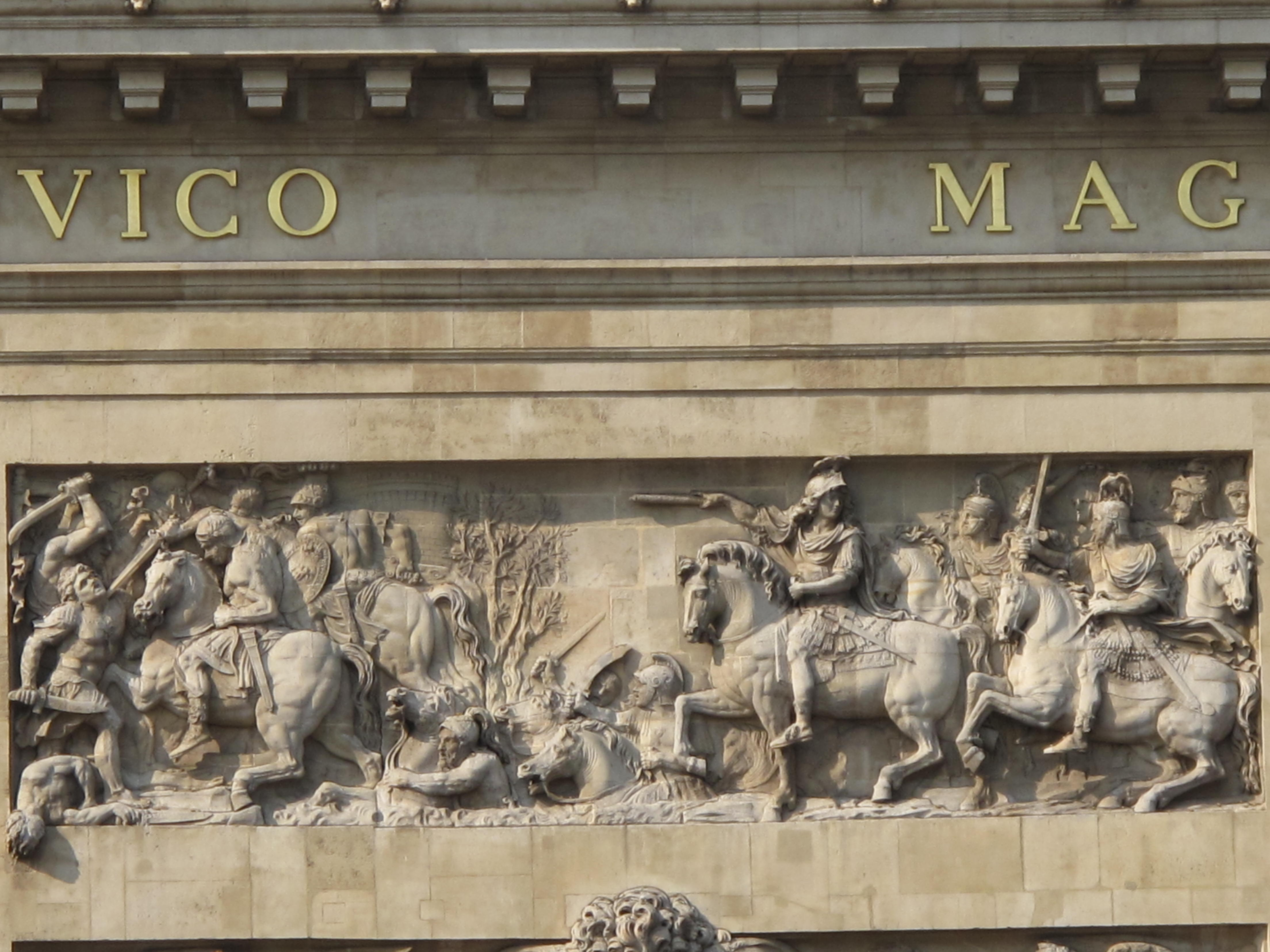